# Rønnekredsen
Rønnekredsen er en opstillingskreds ved valg til Folketinget, der siden 2007 har været en af to kredse i Bornholms Storkreds. I 1920-2006 var kredsen en opstillingskreds i Bornholms Amtskreds. Indtil 1918 var Rønnekredsen en valgkreds.
Den 8. februar 2005 var der 16.079 stemmeberettigede vælgere i kredsen. Den består af dele af Bornholms Regionskommune (det tidligere Hasle og Rønne Kommuner).
Kredsen rummede i 2015 flg. kommuner og valgsteder::
1. Bornholms Regionskommune
  1. Klemensker
  2. Rønne
  3. Hasle

## Rønnekredsens folketingsmænd 1849-1918
(ikke komplet)
- 1858-1864: Lucianus Kofod, officer (bondeven, siden Det nationale Venstre, siden Højre)
- 1866-1881: Lucianus Kofod (igen)

## Folketingskandidater pr. 25/11-2018
| Liste | Parti                       | Kandidat                          | Bemærk                                |
| ----- | --------------------------- | --------------------------------- | ------------------------------------- |
| A     | Socialdemokratiet           | Lea Wermelin                      |                                       |
| B     | Radikale Venstre            |                                   |                                       |
| C     | Det Konservative Folkeparti | Kirstine Van Sabben               |                                       |
| D     | Nye Borgerlige              | Philip Brandt                     |                                       |
| F     | Socialistisk Folkeparti     |                                   |                                       |
| I     | Liberal Alliance            |                                   |                                       |
| O     | Dansk Folkeparti            | Jess Christian Persson            |                                       |
| V     | Venstre                     | Peter Juel Jensen, Sandra Folmand |                                       |
| Ø     | Enhedslisten                |                                   |                                       |
| Å     | Alternativet                | Poul Bloch Jensen, Maria Hach     | Stiller op i begge bornholmske kredse |